# 75 mm haubica M1A1
75 mm Pack Howitzer M1A1 – amerykańska lekka haubica zaprojektowana w 1927 roku. Haubica początkowo używała łoża M1 z drewnianymi kołami przeznaczonego do holowania przez zwierzęta juczne, w późniejszym czasie zostało ono zastąpione łożem M8 z kołami gumowymi. Haubica mogła być łatwo rozłożona na 8 części, dzięki czemu była używana także przez wojska powietrznodesantowe. Używano jej na wszystkich teatrach działań wojennych w czasie II wojny światowej.
Doświadczona obsługa mogła oddać do 25 wystrzałów na minutę. Docelowo system, który został zaprojektowany stawiał na lekkość, łatwość w transporcie działa oraz obsługę przez małą ekipę. 

## Użytkownicy
- Wielka Brytania
- Jugosławia
- Stany Zjednoczone
- Republika Chińska
- Polska: 1 Samodzielna Brygada Spadochronowa[1]